# 하다 (활동가)
하다(몽골어: Хада, 1955년 11월 29일 ~ )는 중국의 반체제 인사, 활동가이다.

## 생애
1981년 초에 중국 내몽골 자치구에서 몽골족의 정체성을 지키기 위해 동료들과 함께 내몽골 학생 운동에 가입했다. 1983년에 내몽골 사범 대학에서 철학 석사 학위를 취득받았으며 내몽골의 정치 이론에 대한 논물을 발표하였다. 1986년에는 내몽골 사범 대학에서 정치 이론학과를 연구했고 후허하오터에서 아내와 서점을 열었다.
1995년 12월 10일에 자택에서 경찰에 의해 체포되었다. 1996년 11월 11일에는 후허하오터 중급인민법원에서 분리주의 선동과 간첩 혐의로 유죄 판결을 받았고 징역 15년과 정치적 권리 박탈 4년을 선고받았다. 2010년 12월 10일에 석방되었으나 직후 가족들과 함께 행방불명되었고, 이후 다시 구금되었다는 사실이 알려졌다. 그 뒤 2014년 12월에 다시 석방되었다.